# Baetkia compressa
Baetkia compressa är en insektsart som först beskrevs av Le Peletier de Saint-fargeau och Jean Guillaume Audinet Serville 1825.  Baetkia compressa ingår i släktet Baetkia och familjen spottstritar. Inga underarter finns listade i Catalogue of Life.